# Bahnstrecke Bayreuth–Warmensteinach
| Bahnübergang Warmensteinacher Straße in Bayreuth-Friedrichsthal, 1987 |                                       |                                      |                                      |
| Streckennummer (DB): | 5000                                  |                                      |                                      |
| Kursbuchstrecke (DB): | 862 (Bayreuth–Weidenberg) 421e (1963) |                                      |                                      |
| Kursbuchstrecke: | 421f (1946, 1944)                     |                                      |                                      |
| Streckenlänge: | 22,9 km                               |                                      |                                      |
| Spurweite: | 1435 mm (Normalspur)                  |                                      |                                      |
| Streckenklasse: | CM3                                   |                                      |                                      |
| Maximale Neigung: | 20 ‰                                  |                                      |                                      |
| Streckengeschwindigkeit: | 60 km/h                               |                                      |                                      |
| |                                       |                                      |                                      |
| \| \| \| von Schnabelwaid \| \| \| \| \| von Hollfeld bzw. Thurnau – Kulmbach \| \| \| \| \| von Weiden \| \| \| \| 0,000 \| Bayreuth Hbf \| 344 m \| \| \| \| nach Neuenmarkt-Wirsberg \| \| \| \| 0,907 \| Infrastrukturgrenze DB Netz / DRE \| Infrastrukturgrenze DB Netz / DRE \| \| \| \| Grüner Baum \| \| \| \| \| Anst Industriegebiet \| \| \| \| \| Anst BayWa \| \| \| \| \| Anst Kohlenhandlung \| \| \| \| 1,825 \| Bayreuth-St Georgen \| Bayreuth-St Georgen \| \| \| \| Anst Industriegebiet Sankt Georgen \| \| \| \| 2,500 \| Bundesstraße 2 \| Bundesstraße 2 \| \| \| 2,500 \| Anst Texaco \| Anst Texaco \| \| \| 2,8 \| Bundesautobahn 9 \| Bundesautobahn 9 \| \| \| 2,900 \| Anst EVO \| Anst EVO \| \| \| 3,300 \| Anst BHG \| Anst BHG \| \| \| 3,556 \| Laineck \| Laineck \| \| \| 4,513 \| Friedrichsthal (b Bayreuth) \| Friedrichsthal (b Bayreuth) \| \| \| \| Anst Gipsgrube (bis 1964) \| \| \| \| 6,853 \| Döhlau \| Döhlau \| \| \| 10,028 \| Untersteinach (b Bayreuth) \| Untersteinach (b Bayreuth) \| \| \| 11,650 \| Görschnitz \| Görschnitz \| \| \| \| Weißenbächlein \| \| \| \| 12,400 \| Anst Garagenwerk Zapf \| Anst Garagenwerk Zapf \| \| \| 13,956 \| Weidenberg \| 440 m \| \| \| 15,589 \| Mengersreuth \| Mengersreuth \| \| \| \| Warme Steinach \| \| \| \| 17,567 \| Sophienthal \| Sophienthal \| \| \| 19,800 \| Zainhammer \| Zainhammer \| \| \| \| Warme Steinach \| \| \| \| 22,909 \| Warmensteinach \| 554 m \| |                                       |                                      |                                      |
| Strecke |                                       | von Schnabelwaid                     | von Schnabelwaid                     |
| Abzweig geradeaus und ehemals von links |                                       | von Hollfeld bzw. Thurnau – Kulmbach | von Hollfeld bzw. Thurnau – Kulmbach |
| Abzweig geradeaus und von rechts |                                       | von Weiden                           | von Weiden                           |
| Bahnhof | 0,000                                 | Bayreuth Hbf                         | 344 m                                |
| Abzweig geradeaus und nach links |                                       | nach Neuenmarkt-Wirsberg             | nach Neuenmarkt-Wirsberg             |
| Wechsel des Eisenbahninfrastrukturunternehmens | 0,907                                 | Infrastrukturgrenze DB Netz / DRE    | Infrastrukturgrenze DB Netz / DRE    |
| Strecke mit Straßenbrücke |                                       | Grüner Baum                          | Grüner Baum                          |
| Abzweig geradeaus und von links |                                       | Anst Industriegebiet                 | Anst Industriegebiet                 |
| Abzweig geradeaus und ehemals von rechts |                                       | Anst BayWa                           | Anst BayWa                           |
| Abzweig geradeaus und ehemals nach links |                                       | Anst Kohlenhandlung                  | Anst Kohlenhandlung                  |
| Haltepunkt / Haltestelle | 1,825                                 | Bayreuth-St Georgen                  | Bayreuth-St Georgen                  |
| Abzweig geradeaus und ehemals nach links |                                       | Anst Industriegebiet Sankt Georgen   | Anst Industriegebiet Sankt Georgen   |
| Strecke mit Straßenbrücke | 2,500                                 | Bundesstraße 2                       | Bundesstraße 2                       |
| Abzweig geradeaus und ehemals nach rechts | 2,500                                 | Anst Texaco                          | Anst Texaco                          |
| Brücke | 2,8                                   | Bundesautobahn 9                     | Bundesautobahn 9                     |
| Abzweig geradeaus und ehemals nach links | 2,900                                 | Anst EVO                             | Anst EVO                             |
| Abzweig geradeaus und ehemals nach links | 3,300                                 | Anst BHG                             | Anst BHG                             |
| Haltepunkt / Haltestelle | 3,556                                 | Laineck                              | Laineck                              |
| Haltepunkt / Haltestelle | 4,513                                 | Friedrichsthal (b Bayreuth)          | Friedrichsthal (b Bayreuth)          |
| Abzweig geradeaus und ehemals nach links |                                       | Anst Gipsgrube (bis 1964)            | Anst Gipsgrube (bis 1964)            |
| Haltepunkt / Haltestelle | 6,853                                 | Döhlau                               | Döhlau                               |
| Haltepunkt / Haltestelle | 10,028                                | Untersteinach (b Bayreuth)           | Untersteinach (b Bayreuth)           |
| Haltepunkt / Haltestelle | 11,650                                | Görschnitz                           | Görschnitz                           |
| Brücke über Wasserlauf |                                       | Weißenbächlein                       | Weißenbächlein                       |
| Abzweig geradeaus und nach rechts | 12,400                                | Anst Garagenwerk Zapf                | Anst Garagenwerk Zapf                |
| Kopfbahnhof Strecke ab hier außer Betrieb | 13,956                                | Weidenberg                           | 440 m                                |
| Haltepunkt / Haltestelle (Strecke außer Betrieb) | 15,589                                | Mengersreuth                         | Mengersreuth                         |
| Brücke über Wasserlauf (Strecke außer Betrieb) |                                       | Warme Steinach                       | Warme Steinach                       |
| Haltepunkt / Haltestelle (Strecke außer Betrieb) | 17,567                                | Sophienthal                          | Sophienthal                          |
| Haltepunkt / Haltestelle (Strecke außer Betrieb) | 19,800                                | Zainhammer                           | Zainhammer                           |
| Brücke über Wasserlauf (Strecke außer Betrieb) |                                       | Warme Steinach                       | Warme Steinach                       |
| Kopfbahnhof Streckenende (Strecke außer Betrieb) | 22,909                                | Warmensteinach                       | 554 m                                |

Die Bahnstrecke Bayreuth–Warmensteinach ist eine Nebenbahn in Bayern. Sie zweigt in Bayreuth Hbf von der Bahnstrecke Weiden–Neuenmarkt-Wirsberg ab und führt im Tal der Warmen Steinach über Weidenberg nach Warmensteinach im Fichtelgebirge. Zwischen Mengersreuth und Warmensteinach ist die Strecke heute abgebaut, auf einem Teilstück wird sie als Bahntrassenradweg nachgenutzt.
Von den sieben Nebenbahnen, die früher das Fichtelgebirge erschlossen, ist sie die letzte Strecke, die noch teilweise in Betrieb ist.

## Geschichte
Mit dem Bau der Bahnstrecke Weiden–Bayreuth witterte auch Weidenberg seine Chance auf einen Bahnanschluss. In den frühen 1860er Jahren wurden alle Hebel in Bewegung gesetzt, bei Ämtern und Regierungsstellen wurde vorgesprochen. Es hieß, die Wirtschaftlichkeit der Wasserkräfte des Steinachtals, die sich schon seit Jahrhunderten im Eisenerzbergbau und in den Hammerwerken entlang der Warmen Steinach zeige, sowie der Holzreichtum des Fichtelgebirges gewährleisteten die Rentabilität einer Bahn.

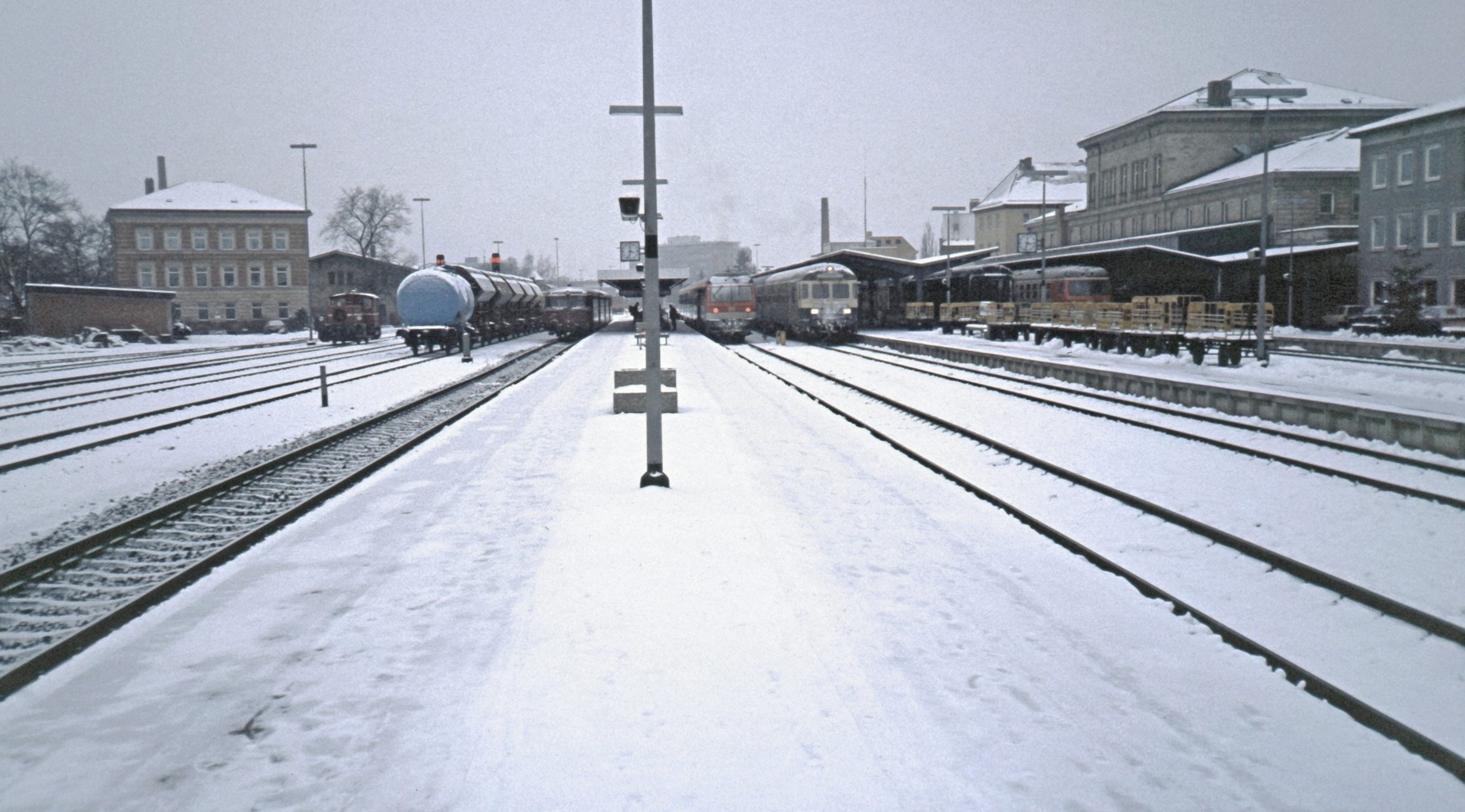
Hauptbahnhof Bayreuth mit Schienenbus nach Warmensteinach auf Gleis 5, 1986

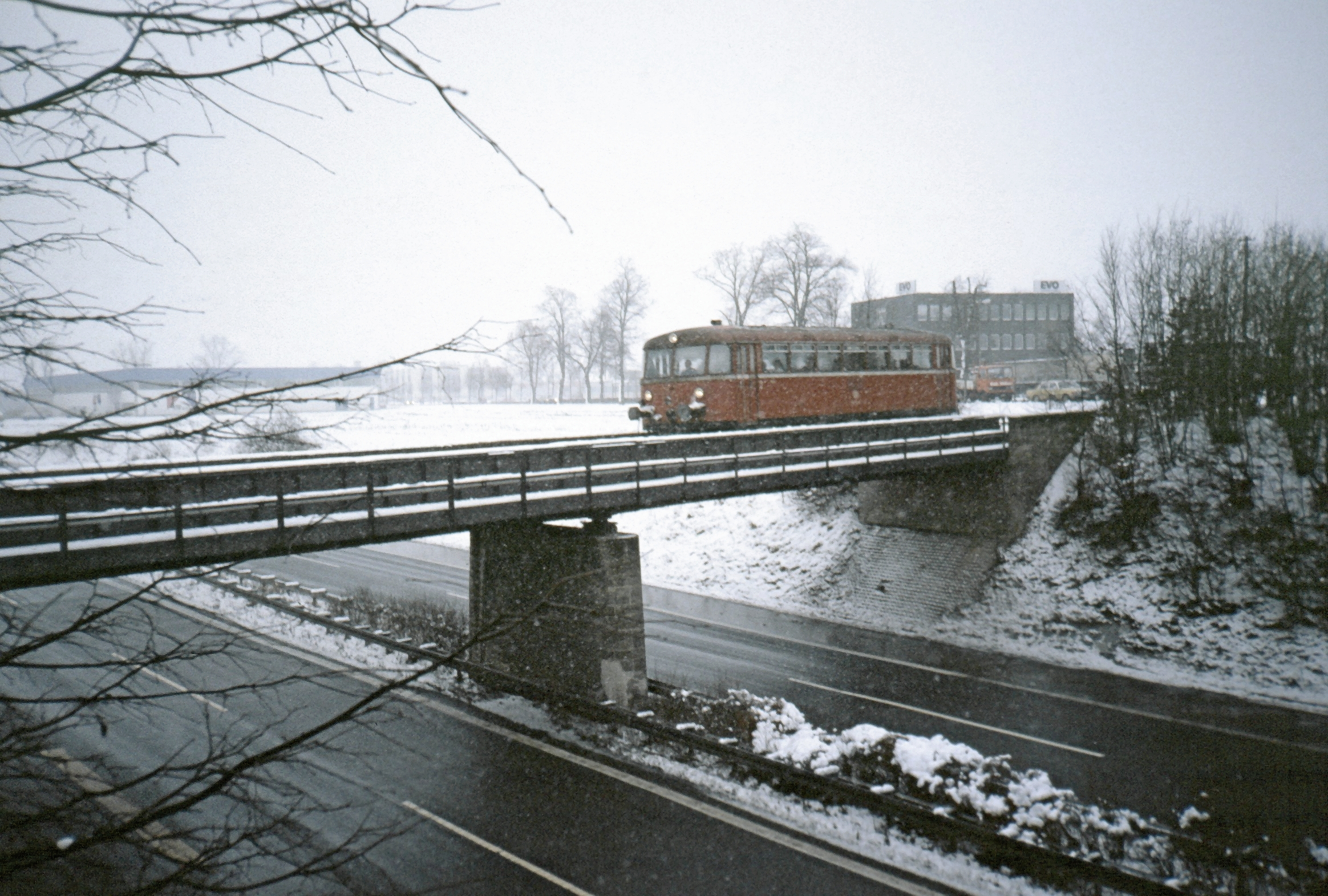
Brücke über die Bundesautobahn 9 bei Laineck, 1986

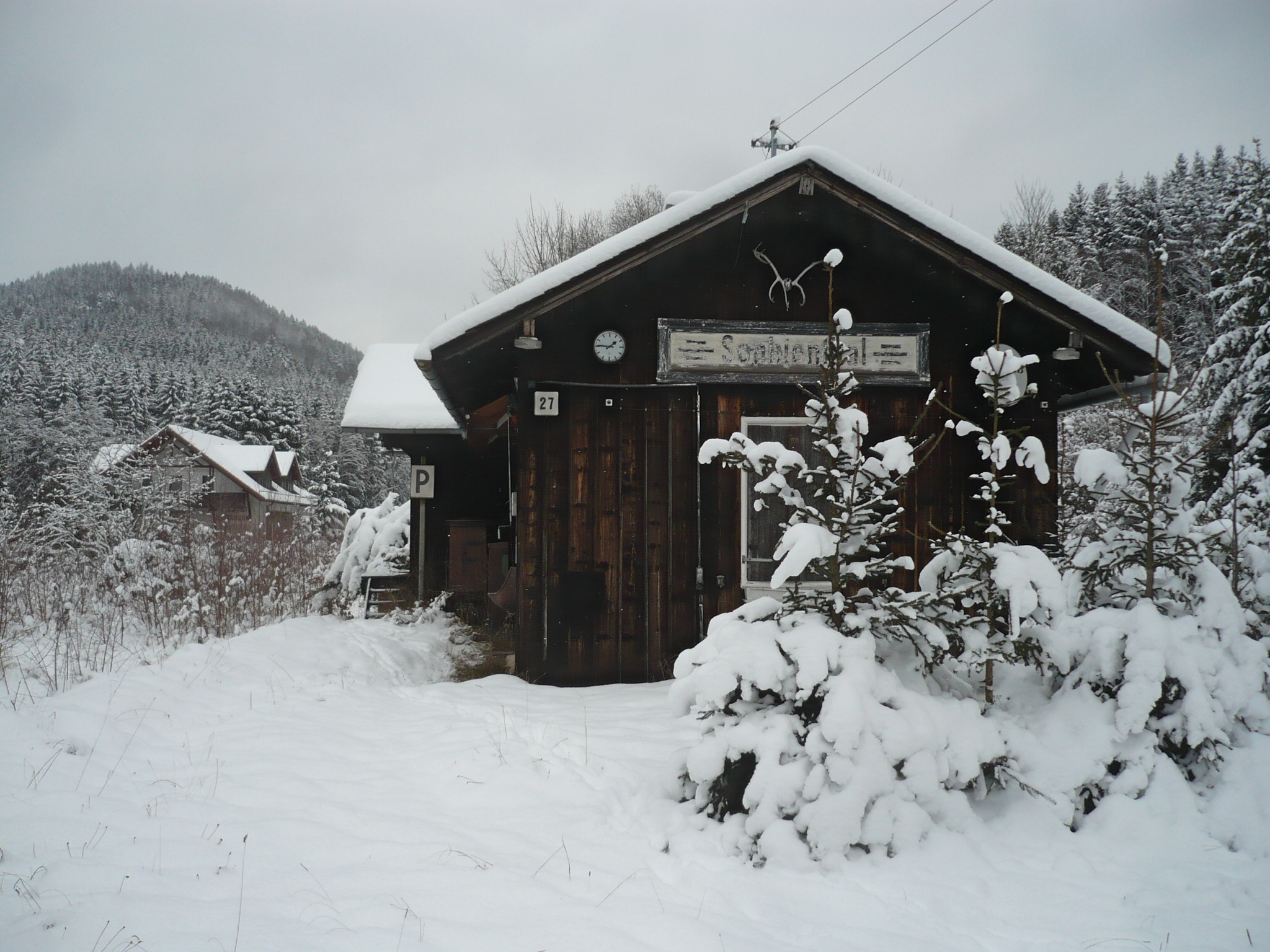
Ehemaliges Stationsgebäude Sophienthal

Am 26. Juni 1863 behandelte der „Landrath“ die Bitte der Stadt Wunsiedel um die Führung einer Eisenbahn durch das Fichtelgebirge. Der Krieg von 1866 ließ die Diskussion vorübergehend verstummen. Am 4. Juni 1868 erklärte das bayerische Handelsministerium: „Unstreitig verdient jene Linie den Vorzug, welche von Bayreuth weg durch das Steinachtal über Weidenberg geführt wird, bei Fichtelberg und Mühlbühl die beiden Wasserscheiden übersteigt und sodann, bei Wunsiedel in das Röslau-Thal einmündend, entlang desselben über Arzberg nach Eger gezogen wird.“ Im Januar 1869 traten das „Weidenberger Eisenbahn-Comité“ und angesehene Männer aus den Bezirksämtern Hof, Rehau und Wunsiedel zusammen, um über das Projekt zu beraten. Um dem Eisenbahn-Comité den Rücken zu stärken, wurde am 18. August 1870 in Wunsiedel ein Verband der Industriellen des Fichtelgebirges gebildet. Am 8. Mai 1870 wurde in Weidenberg ein Eisenbahnverein ins Leben gerufen. Der Deutsch-Französische Krieg von 1870/71 verdrängte abermals die rege geführte Diskussion um die Bahn.
Am 18. Januar 1888 richtete der Stadtmagistrat von Bayreuth diesbezüglich einen Antrag an das Königliche Staatsministerium. Bereits am 4. Februar jenes Jahres empfahl die Generaldirektion „wärmstens“ den Bau der Bahnstrecke. Am 26. Juni 1888 folgte eine eingehende Untersuchung, bei der aber sowohl die vom Stadtmagistrat Bayreuth beantragte Fortsetzung der Bahnlinie über Grassemann nach Bischofsgrün als auch die von der Gemeinde Oberwarmensteinach angestrebte Fortführung über Oberwarmensteinach nach Fichtelberg wegen der hohen Kosten als „nicht bauwürdig“ bezeichnet wurden. Die anschließenden Verhandlungen über Grundstückabtretungen und die Beteiligung der Gemeinden an den Kosten sowie den am Bau interessierten Fabrikanten zogen sich über mehrere Jahre hin. Mit Gesetz vom 26. Mai 1892 wurde der Bau der Lokalbahn endgültig genehmigt. Die Baukosten für die knapp 23 km lange Strecke über Weidenberg bis Warmensteinach beliefen sich auf 1,2 Millionen Mark.
Die Nebenbahn Bayreuth Hbf–Weidenberg–Warmensteinach wurde am 15. August 1896 eröffnet. Sie war die erste der von Bayreuth ausgehenden Nebenbahnen und wird, in ihrem Abschnitt bis Weidenberg, als einzige nach wie vor betrieben.
Wie auf bayrischen Lokalbahnen üblich wurden die Lokomotiven und das Personal am Endpunkt der Strecke, dem Bahnhof Warmensteinach, beheimatet. Bahnhöfe waren zudem Bayreuth Sankt Georgen und Weidenberg. Die Orte Friedrichsthal, Untersteinach, Sophienthal und Zainhammer erhielten als Bahnagenturen weitgehend einheitliche Holzgebäude, Untersteinach abweichend mit einer Wohnung für den Streckengeher. Die übrigen Stationen waren reine Haltepunkte, die teilweise durch später ergänzte Ladegleise (z. B. Friedrichsthal) und Industrieanschlüsse zu Haltestellen aufgewertet wurden.
Der Verkehr war anfangs eher gering, es verkehrten täglich drei Zugpaare. 1944 gab es werktags vier Personenzugpaare, sonntags eines weniger. 1963 waren es täglich sechs Zugpaare, dazu werktags am Abend ein Buskurs. Im regen Wintersportverkehr gab es auch durchgehende Züge aus Nürnberg und Bamberg, die teilweise mit zwei Tenderlokomotiven bespannt waren und – für eine Nebenbahn untypisch – mehrere vierachsige Eilzugwagen mitführten. An Wintersonntagen konnten bis zu vier Sonderzüge in Warmensteinach stehen. Der erste Wintersportzug verkehrte am 9. Februar 1908 von Nürnberg nach Warmensteinach. Nach den ersten schweren Bombenangriffen auf Bayreuth war der Hauptbahnhof ab dem 5. April 1945 nicht mehr erreichbar; vorübergehend endeten die von Warmensteinach kommenden Züge bereits im Bahnhof Sankt Georgen.
Am 17. Oktober 1969 ereignete sich am Bahnübergang Bindlacher Allee der Bundesstraße 2 (heute: Bernecker Straße) in Bayreuth-Laineck ein schwerer Unfall. Der Fahrer eines Lastwagens hatte das Warnlicht übersehen und rammte mit seinem Fahrzeug den aus Warmensteinach kommenden Triebwagen, der daraufhin entgleiste. Er und der Triebfahrzeugführer erlitten schwere Verletzungen, 23 Fahrgäste wurden ebenfalls verletzt.

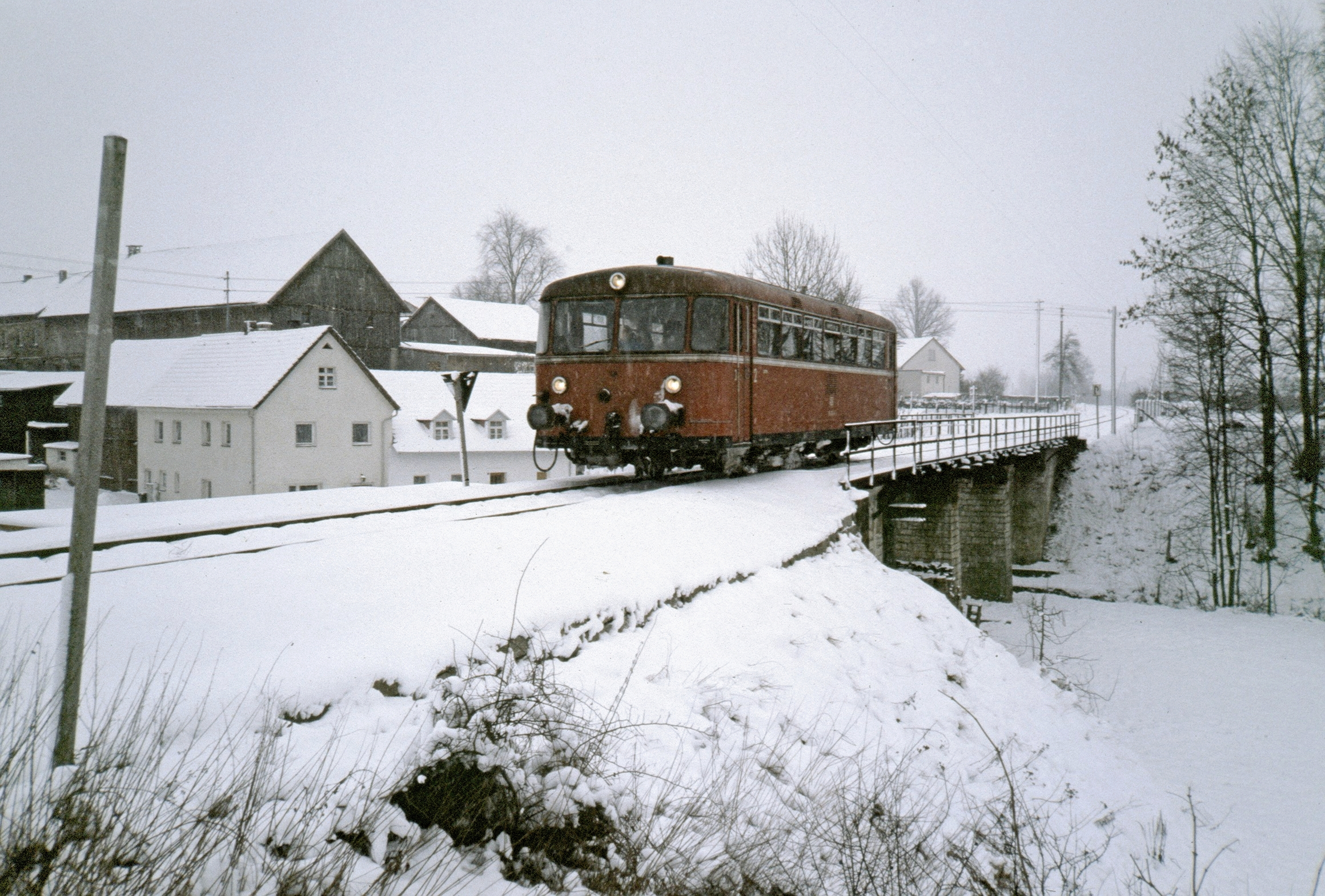
Brücke über das Weißenbächlein in Görschnitz, 1986

Anfang der 1980er Jahre standen montags bis freitags drei Züge nach Bayreuth und zwei Züge nach Warmensteinach im Kursbuch (ergänzt durch einige Busfahrten). Der Frühzug nach Warmensteinach fuhr offiziell nur als Leerreisezug. An den Wochenenden ruhte seit Mai 1982 der Zugverkehr, wie damals auf untergeordneten Strecken der DB üblich, ganz. 2001 waren es wieder fünf Zugpaare montags bis freitags, dazu kamen noch vier Buskurse; die Züge hatten in Weidenberg Anschluss von und nach Warmensteinach. Erst seit Mitte 2011 wird ein regelmäßiger Zugverkehr auch an den Wochenenden wieder angeboten.

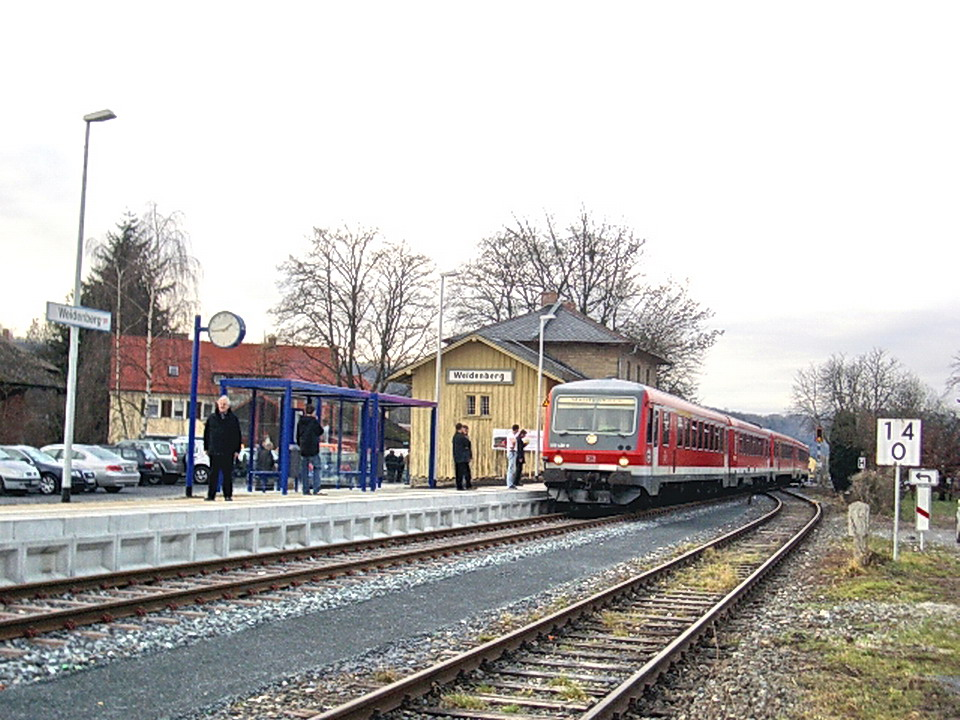
Wiedereröffnungszug in Weidenberg am 10. Januar 2007 (zwei Doppeltriebwagen der Baureihe 628)

Seit 1. Januar 1993 wurde der Abschnitt Weidenberg–Warmensteinach „aus technischen Gründen“ nicht mehr im Personen- und Güterverkehr befahren. Am 9. bzw. 10. Juni 2001 wurden der Güter- und der Personenverkehr aufgrund von Brückenschäden auch zwischen Bayreuth und Weidenberg eingestellt.
Der Abbau der Strecke war seitens der DB schon beschlossen, wurde aber durch den Verkauf an die Deutsche Regionaleisenbahn (DRE) verhindert. Am 5. Mai 2002 wurde der Betrieb zwar wieder aufgenommen, jedoch am 1. Juni 2004 abermals eingestellt. Grund dafür war der notwendige Abriss der alten Autobahnbrücke im Zuge des sechsspurigen Ausbaus (mit „Einhausung“) der A 9.
Da der frühere bayerische Verkehrsminister Otto Wiesheu (CSU) es ablehnte, mit öffentlichen Mitteln nichtbundeseigene Bahnen zu finanzieren, wurde die Teilstrecke Bayreuth–Weidenberg per Erbbaurecht am 1. August 2005 in kommunale Verantwortung (Landkreis Bayreuth, Markt Weidenberg) übergeben. Dadurch konnten die Investitionszuschüsse des Gemeindeverkehrsfinanzierungsgesetzes ausgegeben werden. Der neue Pächter übertrug die Betriebsführung dieser Teilstrecke an die DRE.
Der Abschnitt Bayreuth–Weidenberg wurde daraufhin im Jahr 2006 grundsaniert und am 10. Januar 2007 wieder für den Verkehr freigegeben. Im Fahrplan 2010/2011 wurden Montag bis Freitag sieben Zugpaare in Richtung Weidenberg und acht in Richtung Bayreuth gefahren.
Im Oktober 2015 schrieb die DRE den Streckenabschnitt Mengersreuth – Warmensteinach zum Verkauf aus. Im Herbst 2016 lehnte der Freistaat Bayern die Reaktivierung des Abschnitts Weidenberg–Warmensteinach mit der Begründung ab, dass dort das erwünschte Fahrgastaufkommen von 1000 Personen pro Tag nicht erreicht werde. Zwischen Sophienthal und Warmensteinach wurde auf der Bahntrasse ein Radweg angelegt, der seit dem 15. November 2018 befahrbar ist. Laut Haushaltsentwurf des Landkreises Bayreuth für das Jahr 2019 wurde die Strecke zwischen Weidenberg und Bayreuth im Vorjahr für den Landkreis kostenneutral betrieben.

Mit Schienenbussen der Baureihe 798 bediente Strecke im Jahr 1987
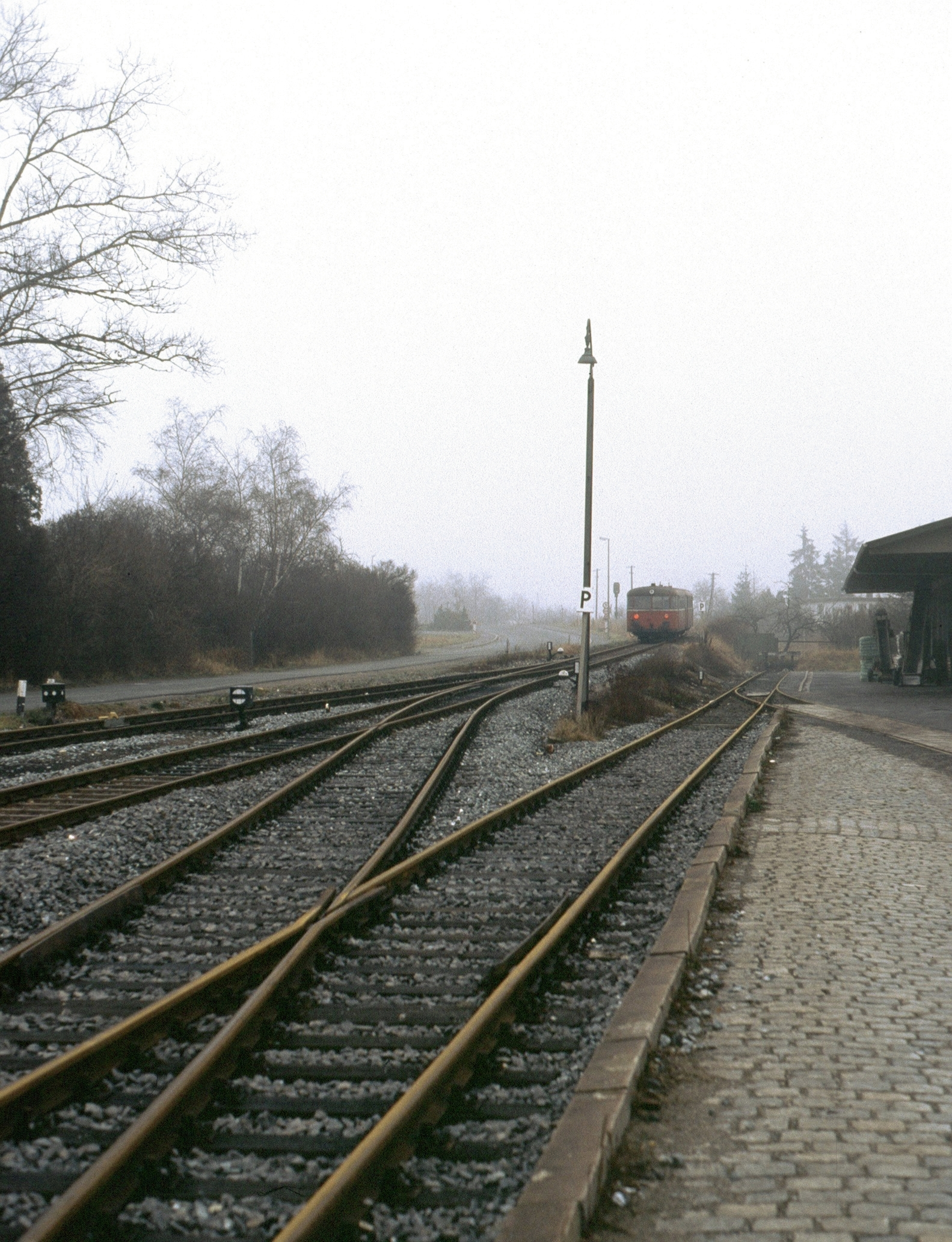
Bahnhof Weidenberg: Ausfahrt nach Warmensteinach
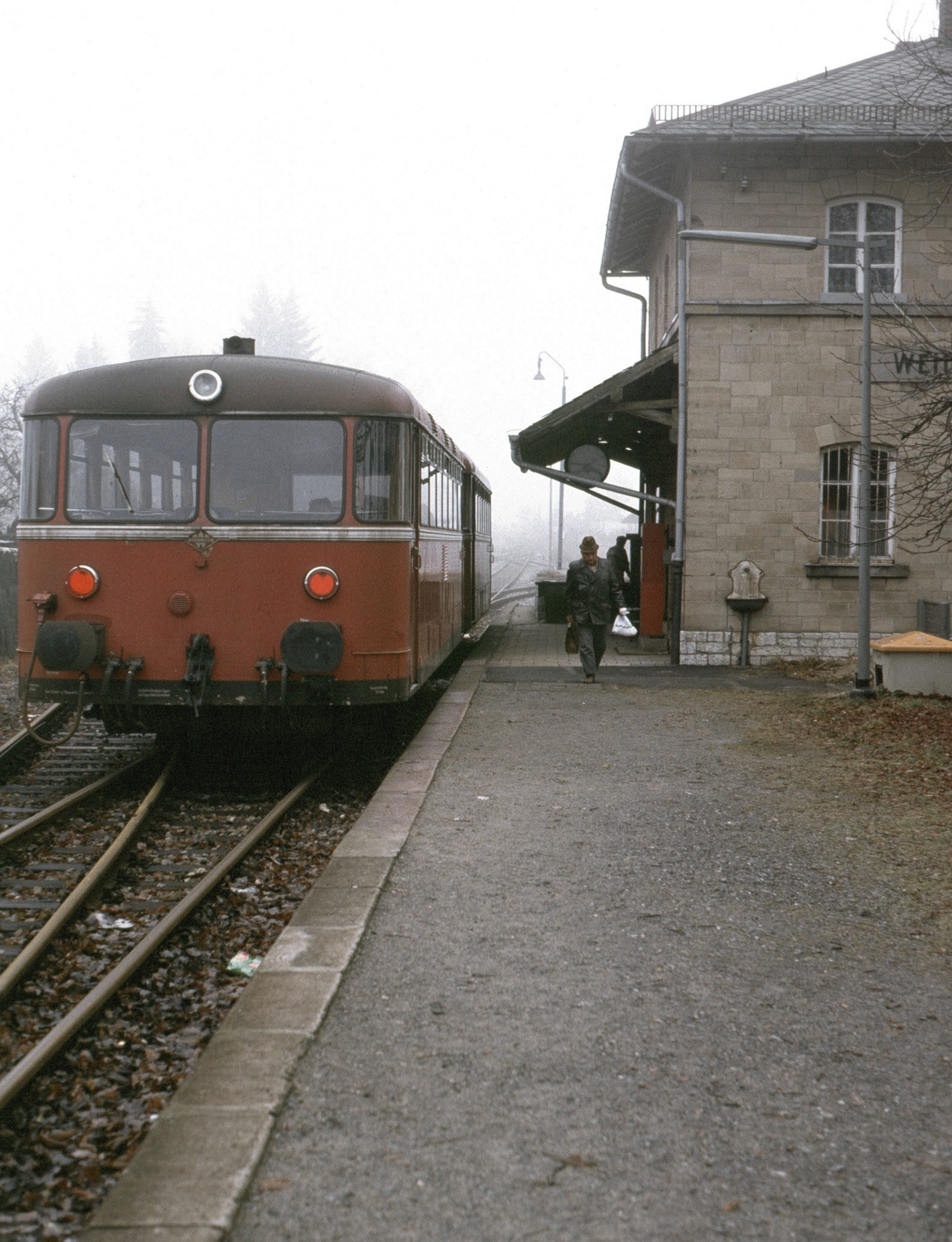
Bahnhof Weidenberg
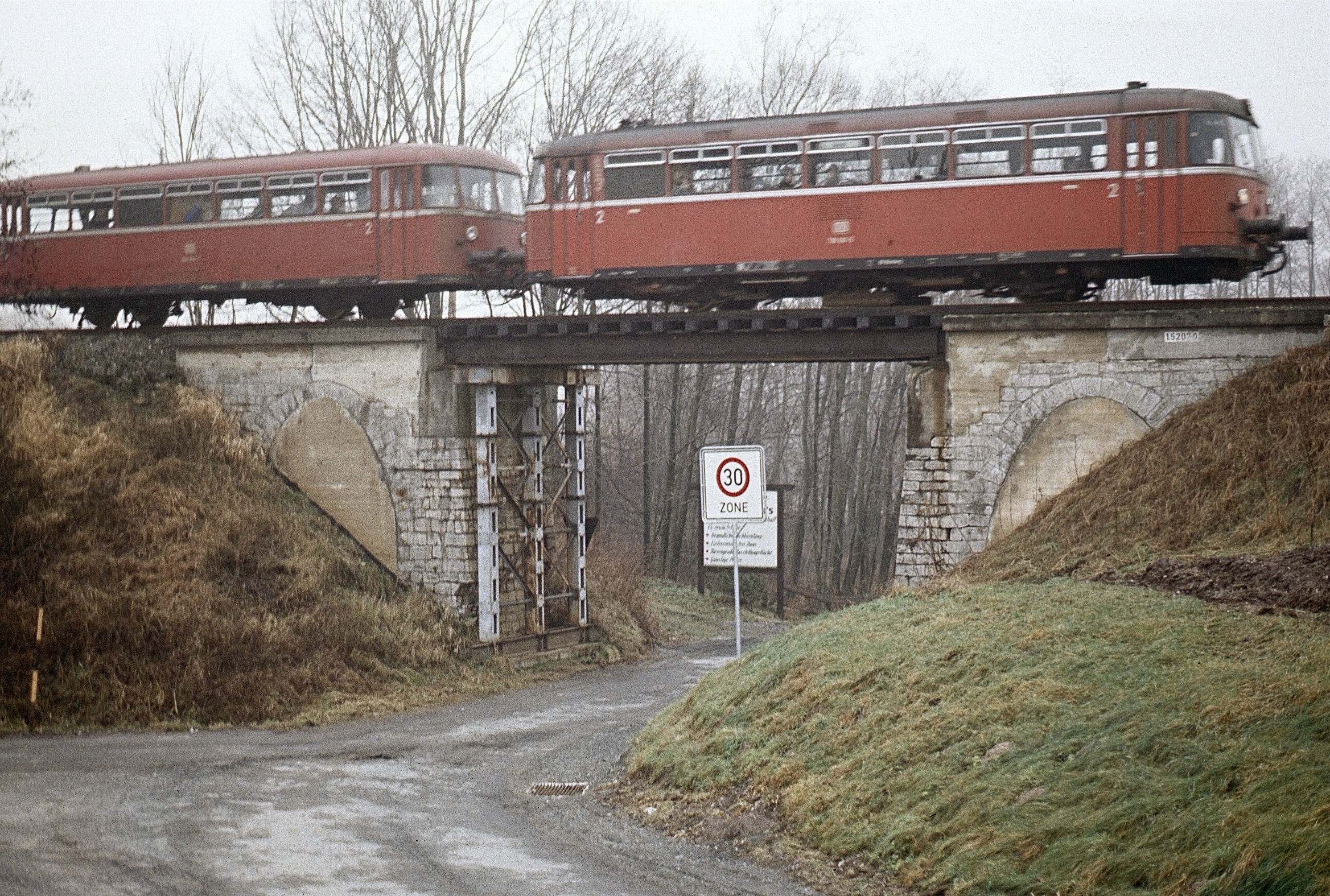
Untersteinach bei Bayreuth
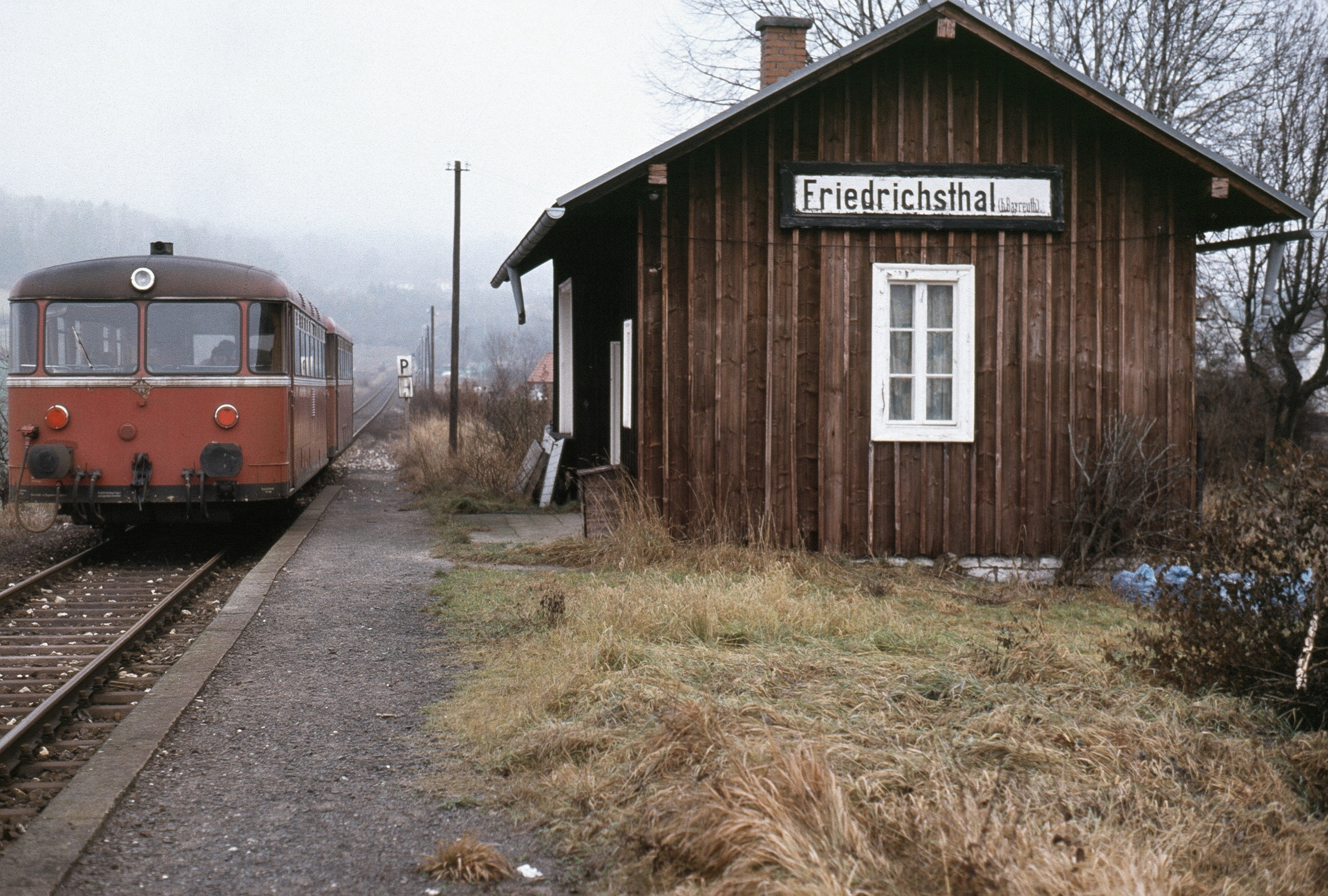
Haltepunkt Friedrichsthal (b Bayreuth)
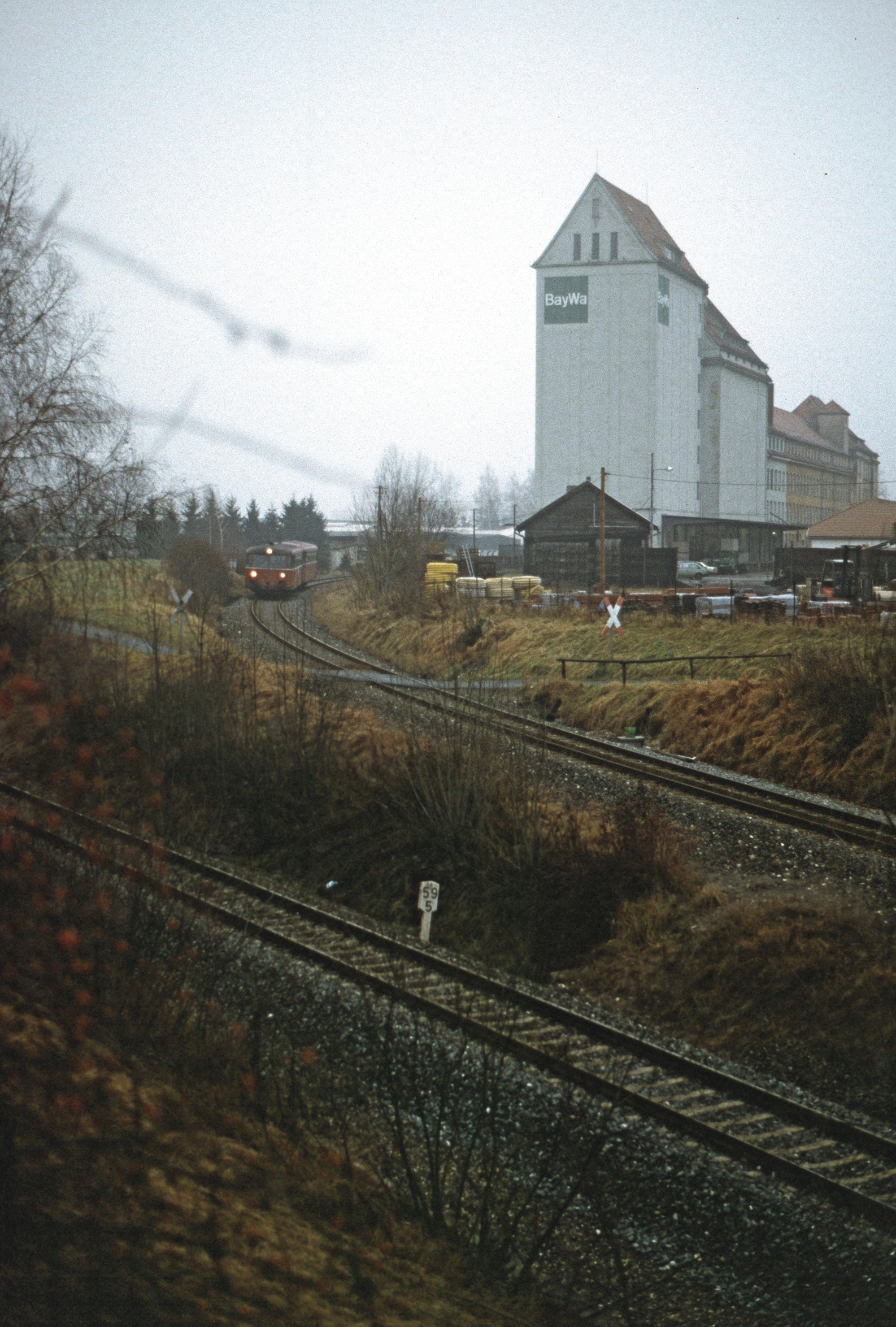
Zug aus Warmensteinach zwischen Bf Bayreuth-St. Georgen und Bayreuth Hbf

## Betrieb

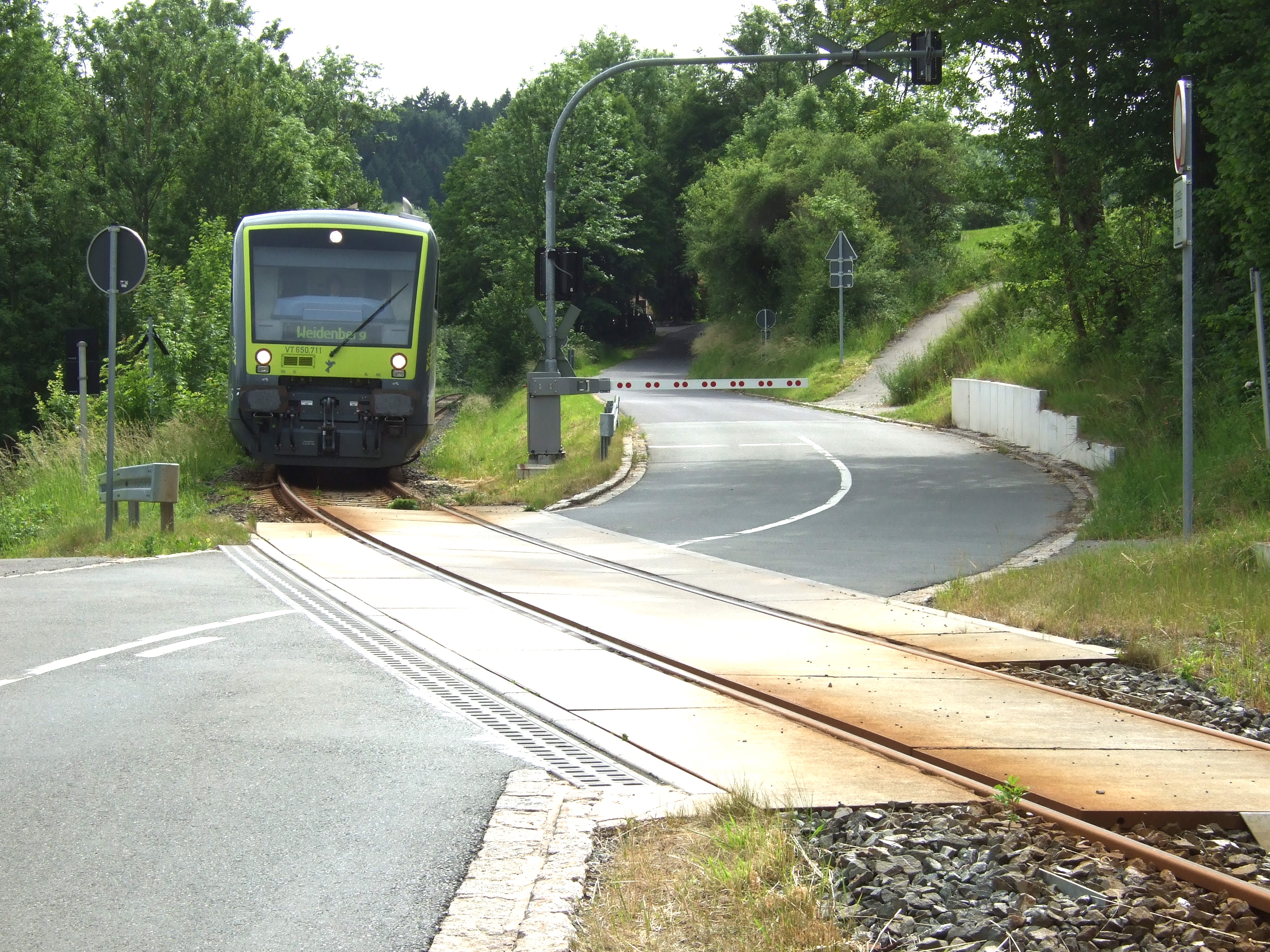
Regio-Shuttle RS1 am Bahnübergang Döhlau, 2012

### Personenverkehr
Seit dem 12. Juni 2011 bedient das Verkehrsunternehmen agilis das neugeschaffene Dieselnetz Oberfranken im Auftrag der Bayerischen Eisenbahngesellschaft und damit auch diese Strecke der DRE. Die Züge der agilis verkehren ab 5:30 Uhr wochentags jeweils stündlich, am Wochenende im Allgemeinen ebenfalls im Stundentakt ab 6:30 Uhr. Der letzte Zug ab Weidenberg geht jeweils um 20:46 Uhr ab, ab Bayreuth um 23:37 Uhr.

### Güterverkehr
Seit der vorübergehenden Einstellung des Gesamtverkehrs im Jahr 2001 gab es zunächst keinen Güterverkehr mehr auf der Fichtelgebirgsbahn. Im Rahmen des Streckenausbaus wurden die meisten Anschlussgleise im Bayreuther Stadtgebiet nicht mehr angebunden. Es verblieben noch zwei inaktive Gleisanschlüsse in Bayreuth und Görschnitz. Letzterer wurde von dem Garagenhersteller Zapf Anfang September 2009 reaktiviert, um Fertiggaragen per Bahn nach Österreich und Italien zu versenden. Aufgrund der LKW-Maut in Österreich und der Beschränkung des zulässigen LKW-Gesamtgewichts auf 44 Tonnen ist der Bahntransport ab einer Entfernung von 400 Kilometern günstiger. 2010 wurden insgesamt 132 Fertiggaragen mit einem Gewicht von 1.720 Tonnen zu fünf Bahnhöfen in Österreich sowie erstmals auch nach Saarbrücken und Frankreich befördert.

## Streckenbeschreibung

### Verlauf

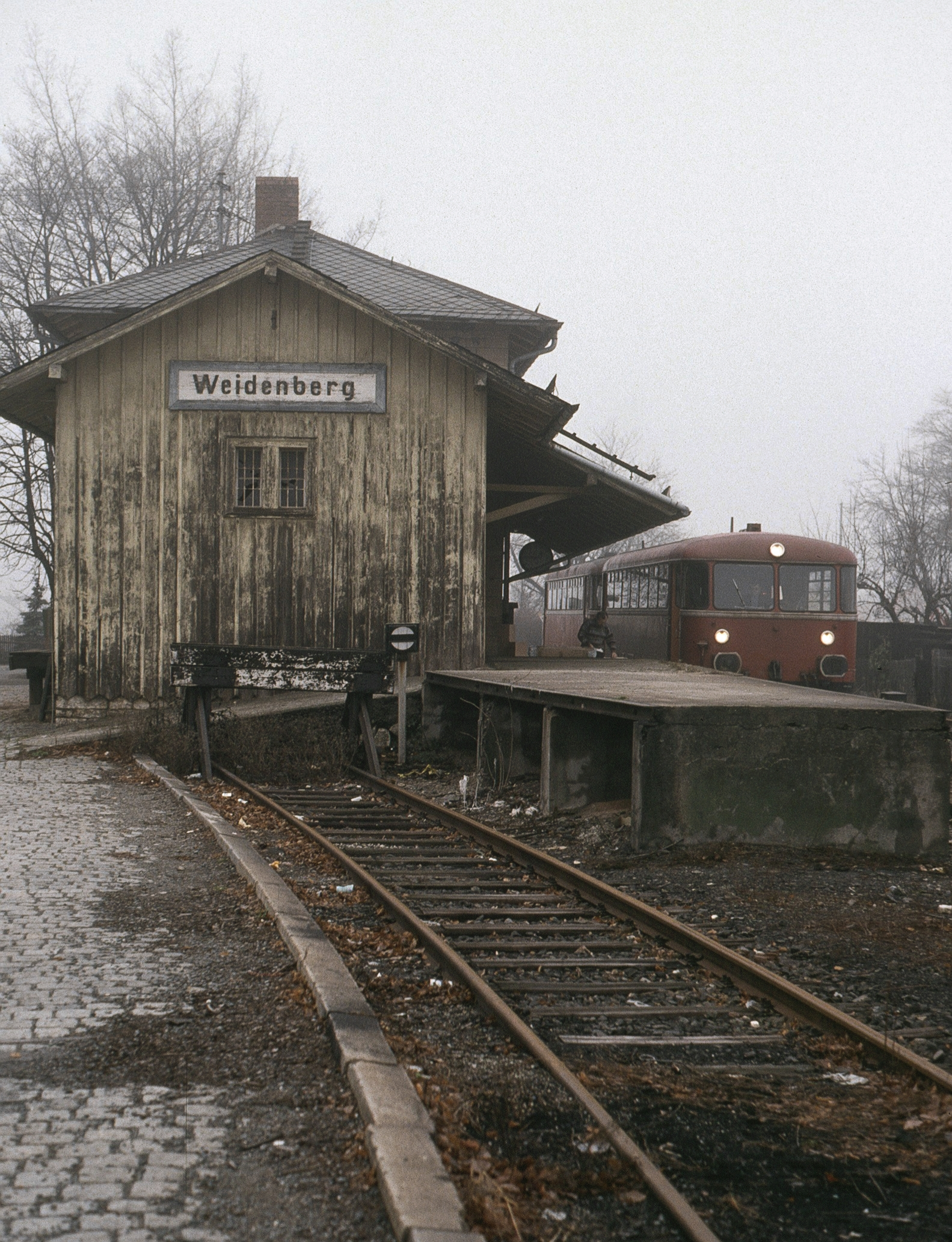
Weidenberg: Güterschuppen und „Schienenbus“ der Baureihe VT 98, 1987

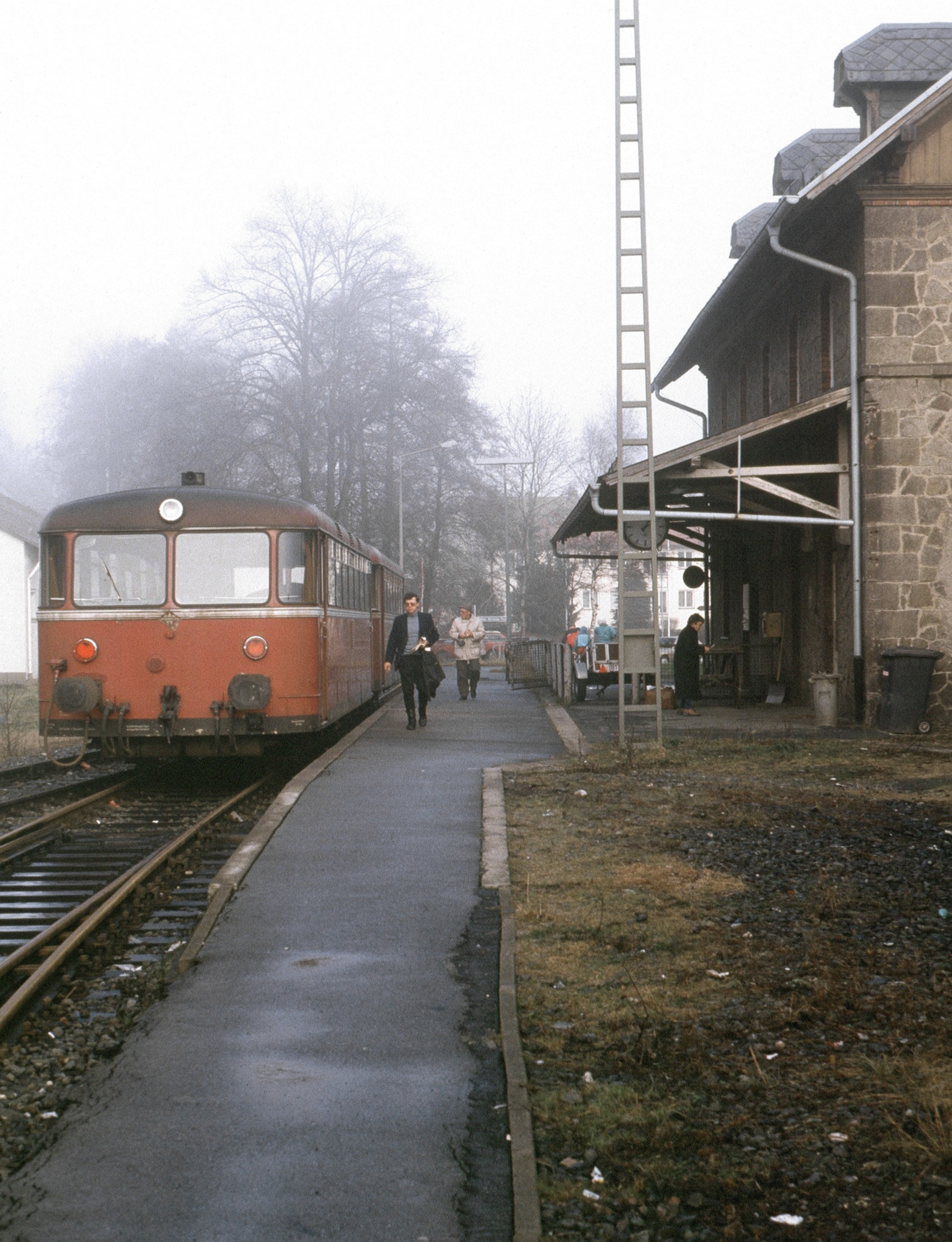
Schienenbus im Endbahnhof Warmensteinach, 1987

Die Bahnstrecke beginnt im Hauptbahnhof Bayreuth, den sie in nordöstlicher Richtung verlässt. Seit dem Bau der Hofer Straße wird das Gleis der „Pachtbahn“ (Bahnstrecke Bayreuth–Neuenmarkt-Wirsberg) bis hinter die dortige neue Brücke mitbenutzt. Nach der Unterquerung der Straße Grüner Baum verlässt die Strecke die bis dahin gemeinsame Trasse und erreicht nach einer Kurve den in West-Ost-Richtung gelegenen Bahnhof Bayreuth St. Georgen (heute nur noch Haltepunkt).
In diesem Bereich existierten zeitweise mehrere Anschluss- und Ladegleise. Vorerst grob nach Osten verlaufend überquert die Strecke die Bundesautobahn 9 und tritt hinter Laineck ins Tal der (Warmen) Steinach ein. Zunächst verläuft sie im engen Tal in Hanglage oberhalb des Flusslaufs, schwenkt kurz vor Döhlau nach Nordosten und vor Untersteinach dann nach Südosten. Hier wird das Tal weiter und das Gleis rückt in seine Mitte. Am Haltepunkt Döhlau wurde für das nahe Gipsbergwerk 1948 ein Gleisanschluss errichtet, der bis 1964 betrieben wurde.
Hinter Weidenberg ändert sich der Charakter des Tals erneut. Nach Mengersreuth wird die Steinach überquert, die, ab hier von Norden her, vom Südhang des Ochsenkopfs kommt. Die Strecke folgt den scharfen Krümmungen des engen Tals am linksseitigen Gehänge mit teilweise schroff abfallenden Gebirgswänden. An mehreren Stellen war beim Bau eine Verlegung der Steinach notwendig geworden, auch wird sie mehrmals von der Strecke überschritten. Bei Neuwerk wurde kurz vor Warmensteinach ein Bergkopf durchbrochen und weiter nördlich die Staatsstraße 2181 niveaugleich überquert. Der Endbahnhof liegt in der Mitte des langgezogenen Orts.
Die engsten Gleisbögen mit einem Radius von 200 m finden sich an 38 Stellen, vorwiegend im oberen Steinachtal. Die Neigung beträgt bis zu 20 ‰. Der Höhenunterschied zwischen Bayreuth Hauptbahnhof und dem Endbahnhof Warmensteinach beträgt 209 m, zwischen Bayreuth Hauptbahnhof und Weidenberg 97 m. Die Länge der Luftlinie zwischen den Mitten der Empfangsgebäude der Bahnhöfe Bayreuth und Warmensteinach beträgt 14,8 km, die Länge der Bahnstrecke 22,9 km. Abgesehen von einem 200 m langen und 4 m hohen, von Brückenöffnungen unterbrochenen Damm zwischen Mengersreuth und Mittlernhammer existieren keine bedeutenden Kunstbauten.

## Fahrzeugeinsatz
Zunächst wurden auf der Strecke bayerische Lokalbahnlokomotiven der Baureihe D VII eingesetzt. Sie konnten ab Warmensteinach 540 Tonnen Zuglast befördern, in der Gegenrichtung bis Weidenberg aber nur 150, bis Warmensteinach gar nur 120 Tonnen. Bis stärkere Lokomotiven zur Verfügung standen, musste deshalb häufig Vorspann geleistet werden. Die Höchstgeschwindigkeit war damals auf 30 km/h, in Sophienthal auf nur 15 km/h festgesetzt. Später bestimmten Dampflokomotiven der Baureihen 98.11 und 64 das Bild, die auch lange Wintersportzüge befördern konnten. Hier liefen auch regelmäßig Loks der 86 nach Warmensteinach.
Der Traktionswandel setzte, wie auch auf anderen Strecken im Bayreuther Raum, mit Schienenbussen VT 95 ein. In den letzten Jahren vor ihrer Außerdienststellung kamen dann die stärkeren der Baureihe VT 98 nach Warmensteinach. Dazwischen bestanden die Schülerzüge aus Lok der BR 211, zunächst mit dreiachsigen, seit Ende der 70er dann mit vierachsigen Umbauwagen. Seit ihrer Indienststellung Mitte der 70er Jahre liefen Triebzüge der Baureihe 614 planmäßig auch auf dieser Strecke.
Bei den Lokomotiven war die Baureihe V 100 prägnant, Übergaben wurden auch von V 60 und Kleinlokomotiven (Köf II und Köf III) gezogen. Ab 1994 gab es zum Garagenwerk auch Einsätze von Lokomotiven der Baureihe 218. Die Leistungen der Baureihe 211 vor den Personenzügen wurden nach deren Verschwinden von Loks der Baureihen 218 und 217 übernommen.
Nach der Reaktivierung der Strecke bis zum Betreiberwechsel Mitte 2011 verkehrten Dieseltriebwagen der Baureihe 628 von DB Regio. Seitdem werden durch den neuen Betreiber agilis Triebwagen des Typs Stadler Regio-Shuttle RS1 eingesetzt. Die Bedienung des Anschlussgleises der Firma Zapf in Görschnitz erfolgt bedarfsweise in der Nacht von Freitag auf Samstag mit einer Diesellok der Baureihe 294 und meist fünf Flachwagen in Sonderbauart, die insgesamt 20 überbreite Garagen transportieren können.
Bei Sonderfahrten waren gelegentlich ungewöhnliche Fahrzeuge unterwegs, so 86 457 mit einem langen Personenzug im Sommer 1989. Im Rahmen der Streckensanierung kamen auch „exotische“ Triebfahrzeuge auf die Strecke, so z. B. 2006 die ehemals dänische Diesellokomotive My 1143 (Typ NOHAB).

Eingesetzte Fahrzeugtypen
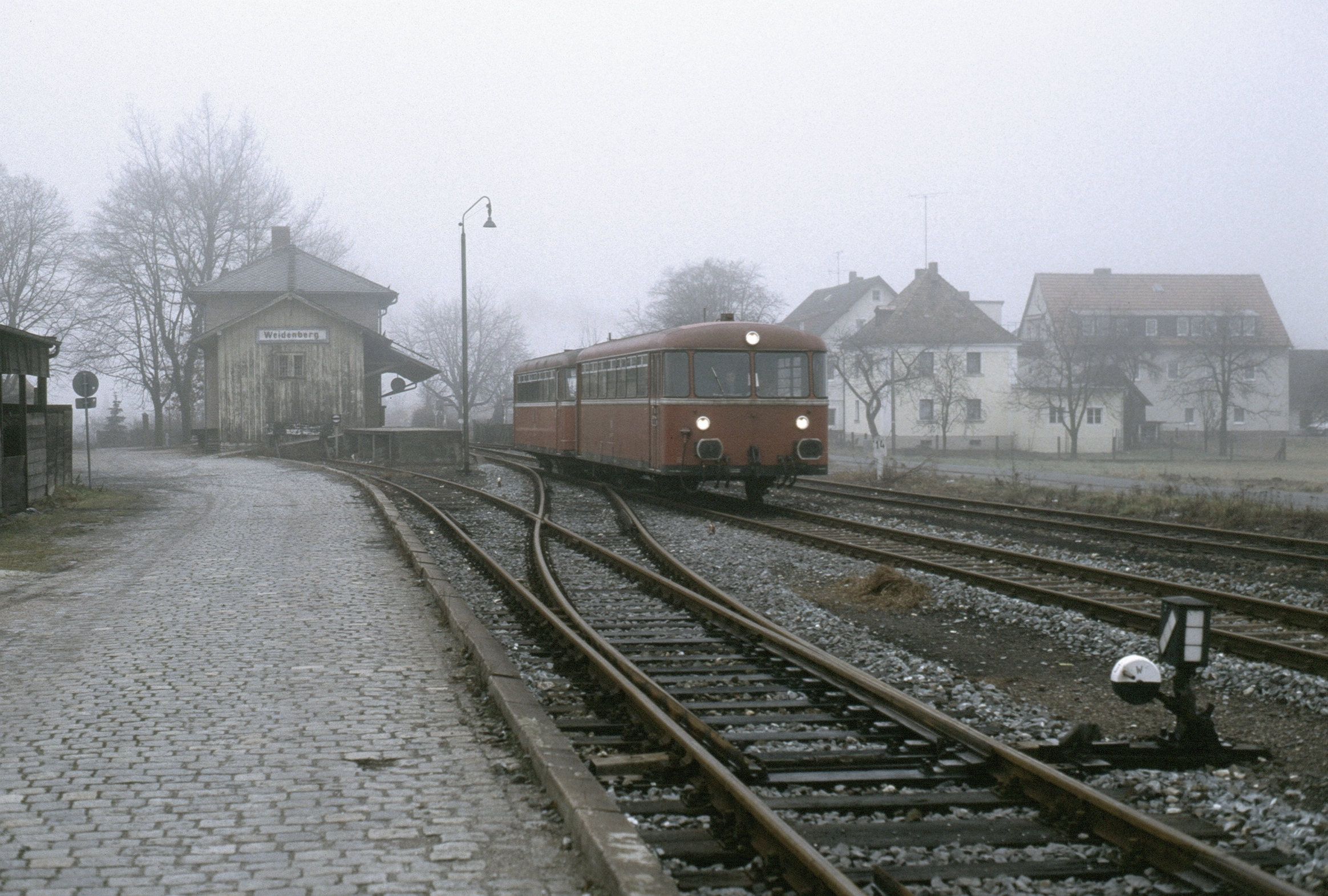
Schienenbus BR 798 (VT 98) mit Steuerwagen in Weidenberg, 1987
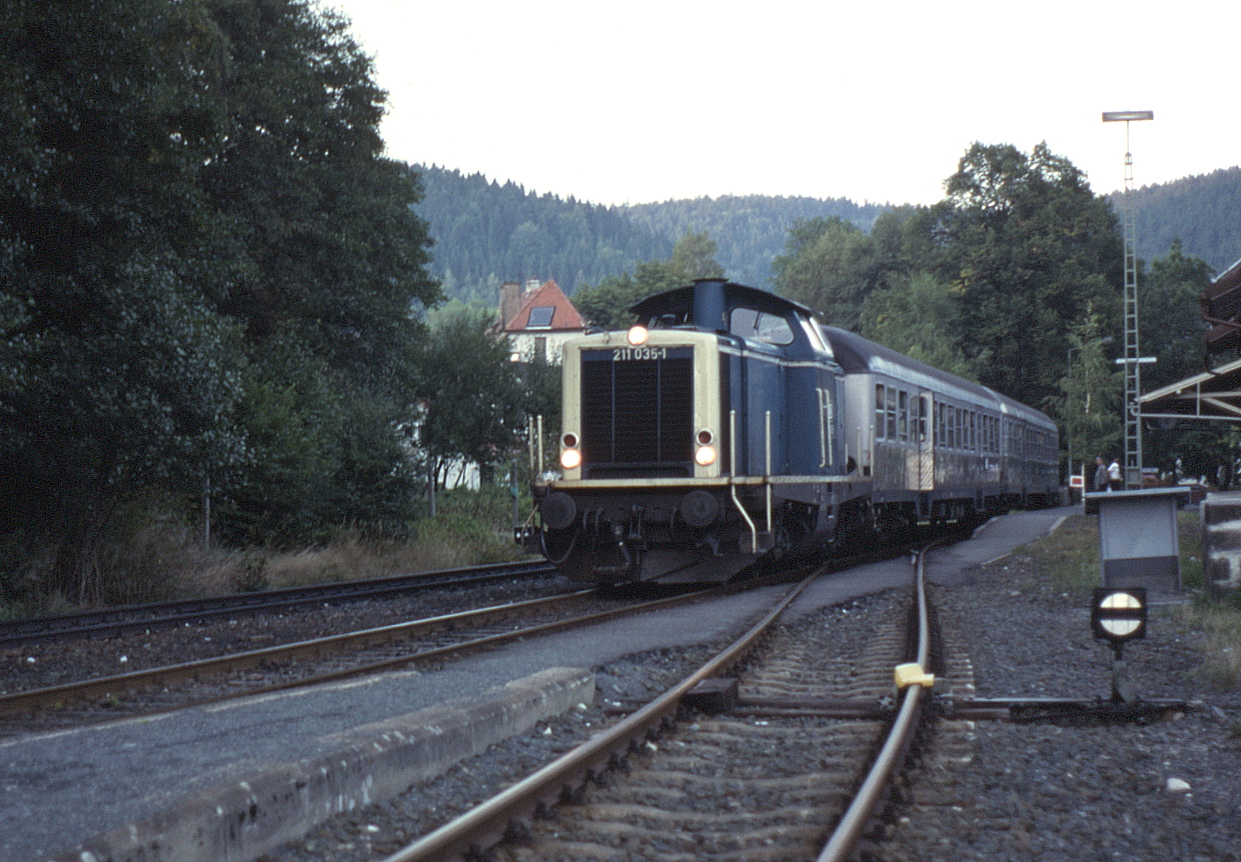
211 035 wartet mit Zug N 7608 in Warmensteinach auf die Abfahrt nach Bayreuth, 1991
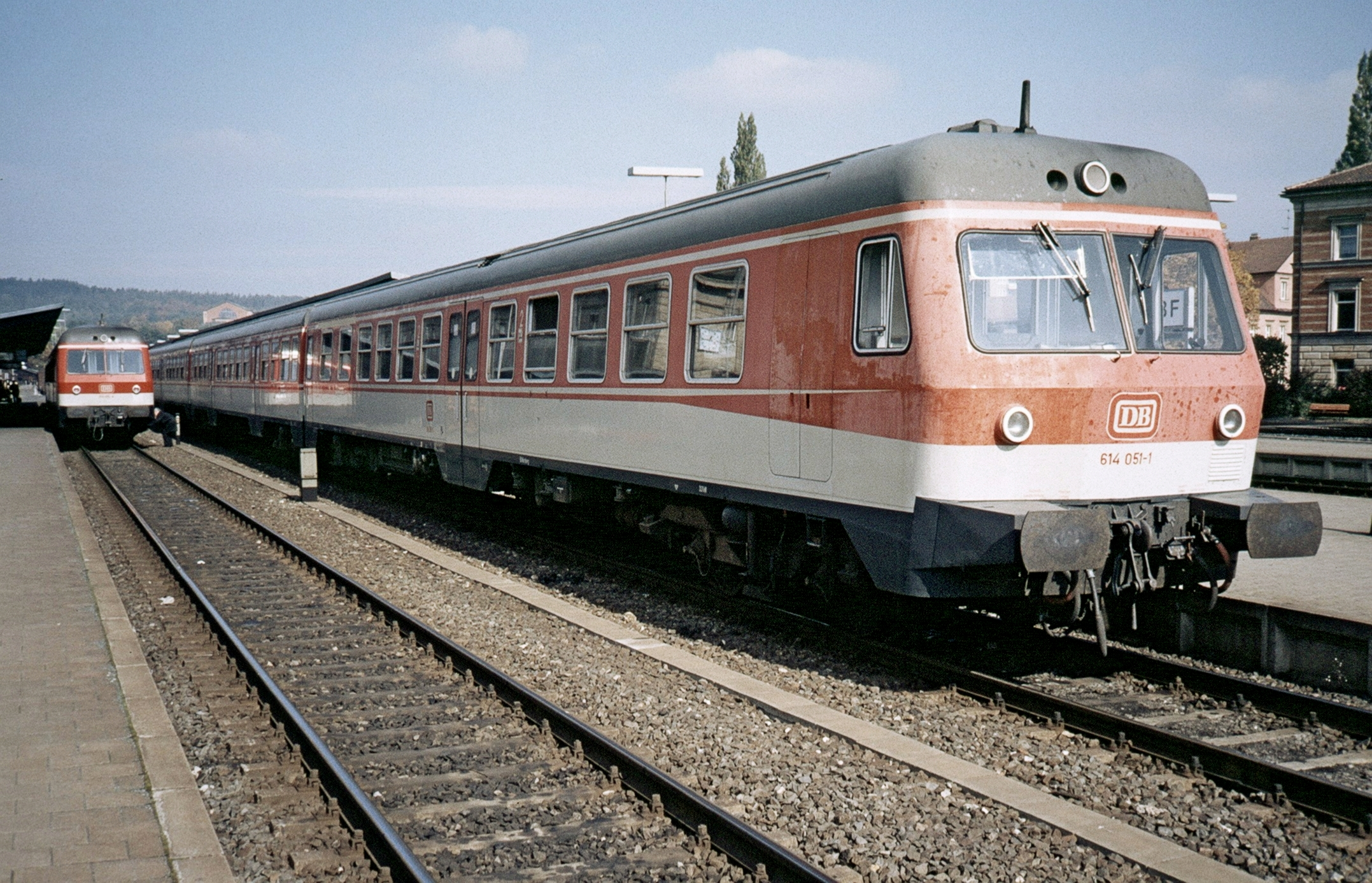
VT 614 in Bayreuth, 1986
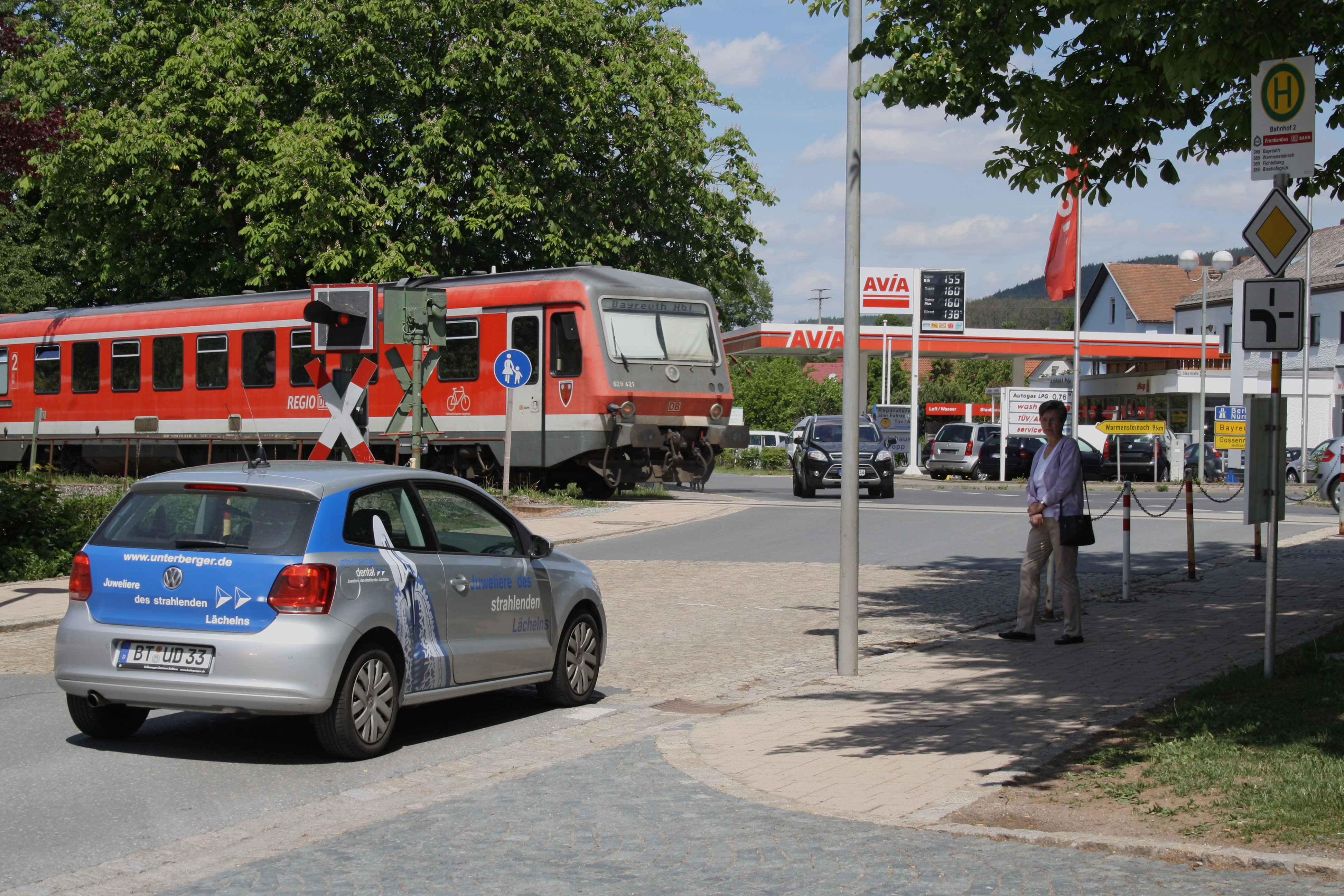
VT 628 am Bahnübergang Weidenberg, 2011
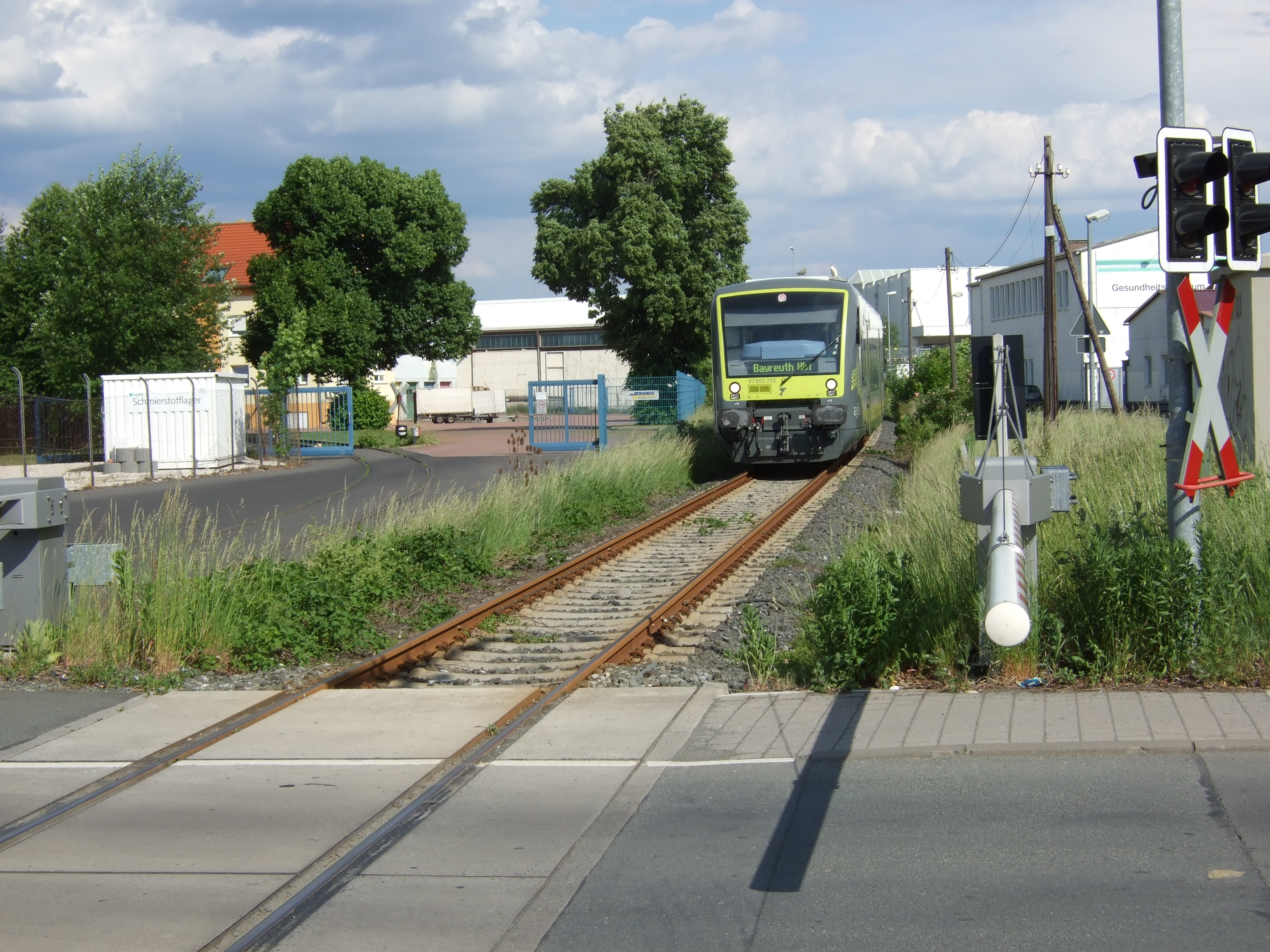
Regio-Shuttle RS1 am Bahnübergang Bayreuth Egerländer Straße

## Zukunft

### Reaktivierung Abschnitt bis Warmensteinach
Eigentümer des stillgelegten Abschnitts Weidenberg–Warmensteinach ist die DRE. Sie besitzt eine bis 2050 gültige Betriebsgenehmigung. Die Gleise zwischen Weidenberg und Warmensteinach sind weitgehend abgebaut.
Nach anfänglichen Bedenken sprach sich zwischenzeitlich die Gemeinde Warmensteinach für Wiederaufbau und Reaktivierung des Reststücks aus. Die Marktgemeinde Weidenberg befürwortet eine kurzfristige Streckenreaktivierung bis zu den Ortschaften Mengersreuth (bis dorthin ist die Strecke befahrbar) oder Sophienthal. Im Herbst 2007 wurde die Teilstrecke freigeschnitten und anschließend abgebaut, 2008 sollte ein Sanierungskonzept erstellt werden. Angeblich sollte die Brücke bei Mengersreuth (Stilllegungsgrund 1993) durch Anhebung wieder befahrbar gemacht werden können.
Von einzelnen politischen Parteien wurde die Reaktivierung der Strecke bis nach Warmensteinach aus Gründen der Förderung der Wirtschaft und des Tourismus sowie zur Erhöhung der Verkehrssicherheit gefordert. Im Sommer 2009 beauftragte der Bayerische Landtag nach einem Entschließungsantrag der Fraktion Freie Wähler die bayerische Staatsregierung, die Reaktivierung zu überprüfen und gegebenenfalls Kosten der Sanierung mit zu übernehmen.
Am 16. August 2010 gab der Bayreuther Landrat Hübner das Aus für die Strecke Weidenberg–Warmensteinach bekannt. Auf Grund der hohen Investitionskosten, die nicht durch den Freistaat Bayern bezuschusst würden und der geringen erwarteten Fahrgastanzahl lohne sich eine Sanierung nicht. Stattdessen solle das Busangebot in das Hohe Fichtelgebirge ausgebaut werden. Das bayerische Verkehrsministerium betonte im Oktober 2011 erneut, dass die zu geringe prognostizierte Fahrgastzahl der Hauptgrund dafür sei, dass keine Mittel für die Streckenreaktivierung bis Warmensteinach zur Verfügung gestellt würden. Allerdings fanden 2012 neue Fahrgastzählungen statt, die eine Neubewertung ermöglichten.
Nach dem Vorliegen der letzten Fahrgastpotenzialanalyse (mit negativem Ergebnis) strebte die Gemeinde Warmensteinach fortan den Bau eines Radwegs auf der Trasse im oberen Steinachtal an. Auf Antrag einer politischen Partei wurde das Stilllegungsverfahren jedoch bis November 2016 ausgesetzt. Im November 2018 wurde der Bahntrassenradweg zwischen Sophienthal und Warmensteinach eröffnet. Die Freistellung der Bahnflächen erfolgte in den Jahren 2017 und 2020.